# ۱۳ مه
۱۳ مه در تقویم گرگوری، صد و سی و سومین (در سال‌های کبیسه صد و سی و چهارمین) روز سال است. ۲۳۲ روز تا پایان سال باقی است.این روز برابر ۲۳ ادیبهشت در تقویم خورشیدی است.

## رویداد
- ۱۸۳۰ - اکوادر از کلمبیای بزرگ استقلال پیدا کرد.
- ۱۸۴۶ - ایالت متحده به مکزیک اعلان جنگ داد. در پی این جنگ بخش وسیعی از مکزیک به ایالات متحده ضمیمه شد.
- ۲۰۰۵ - سرود ملی فنلاند برگزیده شد.
- ۱۹۹۸ - چندین طوفان تندری و پیچند یا توفان پیچنده در بنگلادش بیش از ۶۰۰ تن را به کام مرگ کشاند.
- ۲۰۰۵ - کشتار اندیجان: سرکوب گسترده در میدان اصلی شهر اندیجان واقع در شرق ازبکستان اتفاق افتاد که موجب کشته شدن صدها تن از معترضان شد. دولت کشته شدن نزدیک به ۱۹۰ نفر را تأیید کرده‌است، اما آمار غیررسمی از نهادهای حقوق بشری کشته شدن بیشتر از۵۰۰ نفر را تخمین می‌زنند.
- ۲۰۱۱ - در اثر دو انفجار انتحاری در منطقه چارسده ایالت خیبر پختونخوا پاکستان ۹۸ تن کشته ۱۴۰ نفر دیگر زخمی شدند.
- ۲۰۱۴ - در اثر انفجار در معدن زغال سنگ سوماً در جنوب غرب ترکیه ۳۰۱ تن کشته شدند.
- ۲۰۱۴ - در اثر سیلی بزرگ در جنوب شرق اروپا حداقل ۸۶ تن (۵۷ صرب، ۲۴ بوسنیایی، ۲ کروات، ۲ رومانیایی و ۱ اسلواکیایی) کشته شدند.
- 2015 - انتشار اولین نسخه از دیسکورد

## زادروزها
- ۱۹۶۷ - چاک شولدینر نوازنده گیتار، آهنگساز، موسیقیدان و آفریننده سبک دث متال اهل آمریکا.
- ۱۹۸۶ - رابرت پتینسون بازیگر

- ۱۹۸۳ - یحیی توره بازیکن فوتبال
- ۱۹۸۶ – توماس دخاند، دوچرخه‌سوار اهل بلژیک

محسن یگانه خواننده